# 村木明
村木 明（むらき あきら、1929年1月11日 - 2017年1月17日）は、日本の美術評論家、小説家。
岐阜県出身。1951年に旧制名古屋外国語専門学校（南山大学の前身）フランス語科卒業、1954年に早稲田大学政経学部卒業。また、中央大学文学部仏文科も卒業。紀伊國屋書店洋書部勤務などを経て、日本美術評論家連盟会員、国際美術評論家連盟会員になる。1971年頃から1974年まで読売新聞に美術批評、美術関係の記事を寄稿をする。美術雑誌『みづゑ』に「海外短信」の題名で日本国外の美術情報を連載、他誌でも展覧会評を寄稿した。
美術館や東京都内デパートの展覧会の監修も行い、カタログに寄稿した。1979年の第1回日本秀作美術展（読売新聞社主催）の審査、監修をし、2003年の第25回まで務めた。
美術評論の傍ら、小説も出版した。2017年1月17日死去、88歳。

## 著書
- 『ハワード・パイル』 PARCO出版局（アメリカン・ノスタルジア 4） 1976年
- 『アメリカ近代美術の展開 コマーシャル・アートの黄金時代を築いた作家たち』 美術公論社（芸術叢書） 1978年3月
- 『展覧会への招待 絵の百科事典』 読売新聞社 1984年12月
- 『おわら囃子が風に乗る』 近代文芸社 1995年5月
- 『春に背いて ある学徒出陣の秘話』 近代文芸社 1997年3月
- 『光さすうちに』 文芸社 1999年5月
- 『ばら一輪、風にそよげば』 早稲田出版 2004年3月
- 『雪割草』 近代文芸社 2006年3月
- 『季節風』 近代文芸社 2009年2月

## 編著
- 『スゴンザック展』 読売新聞社 1979年頃
- 『日本秀作美術展』（第2-9回） 読売新聞社 1980年頃-1987年
- 『現代日本画全集 第10巻』 橋本明治 / 橋本明治共著 集英社 1982年2月
- 『現代の精鋭作家たち展 21世紀の日本洋画を担う』 中日新聞社 1998年頃

## 翻訳
- 『アフリカにおけるアラブの役割 ジャック・ボーラン』 時事通信社（時事新書） 1964年
- 『マックスフィールド・パリッシュ』 ポール・W.スキーターズ Parco出版局（アメリカン・ノスタルジア part2） 1975年
- 『キスリング展』 読売新聞社 1975年頃
- 『名画の秘密 ルーヴル美術館・絵画の科学的探究』 マドレーヌ・ウール 求龍堂 1976年
- 『トーマス・ハート・ベントン』 マシュウ・ベイゲル PARCO出版局（アメリカン・ノスタルジア） 1976年12月